# Clan Munro
Munro ist der Name eines schottischen Clans in den Highlands. Er besaß Ländereien auf der Nordseite des Cromarty Firths inklusive des Bergs Ben Wyvis und der Schlucht Black Rock Gorge.

## Chiefs und Adelstitel
Als erster Clan Chief der Munros gilt traditionell Donald Munro († 1039), dessen Existenz aber nicht zweifelsfrei belegt ist. Dessen Nachkomme, Hugh Munro († 1126), der 3. Chief des Clans, wurde erstmals mit der feudalen Baronie Foulis in Ross-shire belehnt. Dessen Nachkomme Hector Munro († 1635), der 22. Chief des Clans und 19. feudaler Baron von Foulis, erwarb am 7. Juni 1634 in der Baronetage of Nova Scotia den erblichen Adelstitel eines Baronet, of Foulis in the County of Ross. Diese Inhaber dieses Titels führten die Chiefwürde des Clan Munro bis zum Tod von Sir Hector Munro, 11. Baronet (1848–1935) am 15. Dezember 1935, der alle seine Söhne überlebte. Bei dessen Tod fiel die Chiefwürde zunächst an seine älteste Tochter Eva Marion Munro, Gattin des Cecil Gascoigne, und 1937 an deren Sohn Patrick Gascoigne (1912–1995), wofür beide den Familiennamen Munro of Foulis annahmen. Aktueller Clan Chief ist seit 1995 dessen Sohn Hector William Munro of Foulis (* 1950). Der Baronet-Titel fiel 1935 indessen in männlicher Erbfolge an eine andere Linie der Familie, die zur Unterscheidung von den Clan Chiefs die territoriale Widmung ihres Titels 1954 zu Baronet, of Foulis and Obsdale in the County of Ross, ändern ließen. Dem Angehörigen einer weiteren Linie des Clans, Thomas Munro (1761–1827) der als Offizier und Kolonialgouverneur in Britisch-Indien Karriere machte, wurde am 6. August 1825 in der Baronetage of the United Kingdom der erbliche Adelstitel eines Baronet, of Lindertis in the County of Forfar, verliehen. Beide Baronet-Titel werden bis heute von Mitgliedern des Clans gehalten.

## Kirche
Die Munros waren prominente Mitglieder der schottischen Geistlichkeit im Norden Schottlands. Andrew Munro († 1454) war Erzdiakon von Ross und für kurze Zeit sogar Bischof von Ross. Sir Donald Monro war Dean of the Isles und schrieb 1549 das Buch Description of the Western Isles of Scotland. John Munro of Tain († 1630) war presbyterianischer Geistlicher. Rev. Robert Munro (1645–1704) war katholischer Priester und wurde aufgrund seiner Überzeugungen verfolgt und eingesperrt; er starb in Gefangenschaft.

## Schlösser

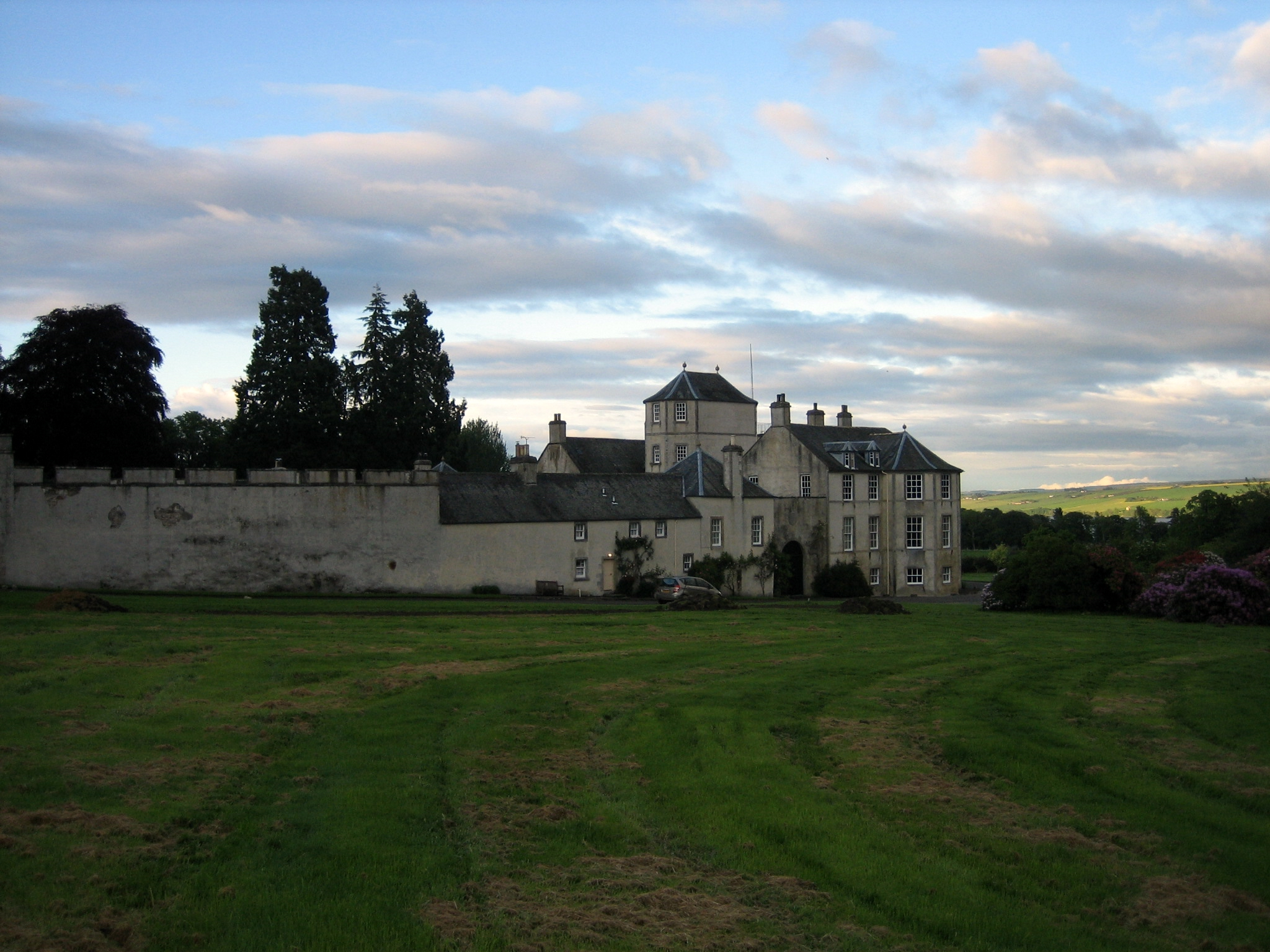
Foulis Castle

- Foulis Castle Sitz der Munros of Foulis, der Chiefs des Clan Munro.
- Milntown Castle war der Sitz der Munros of Milntown.
- Newmore Castle war der Sitz der Munros of Newmore.
- Teaninich Castle war der Sitz der Munros of Teaninich.
- Balconie Castle war der Sitz der Munros of Balconie.
- Novar House war der Sitz der Munros of Novar.
- Lemlair House war der Sitz der Munros of Lemlair.
- Contullich Castle ist im Besitz verschiedener Zweige des Clan Munro.